# Donacoscaptes
Donacoscaptes là một chi bướm đêm thuộc họ Crambidae.